# شیمی جو

نمودار ترکیب جو

شیمی جو (به انگلیسی: Atmospheric chemistry)، میان‌رشته‌ای از شیمی و علوم جوی است.

## میان‌رشته
این دانش بنیادین به بررسی شیمیِ جوِّ کره زمین و جو دیگر سیاره‌ها پرداخته می‌شود. این زمینه دارای اشتراک‌های زیادی با شیمی محیط زیست، اقیانوس‌نگاری، زلزله‌شناسی، زمین‌شناسی، اخترشیمی، مدل‌سازی رایانه‌ای، هواشناسی، فیزیک، اقلیم‌شناسی و آتشفشان‌شناسی است.

## زمینه‌ها
بررسی و تعیین عناصر و ترکیباتِ اتمسفر، سینتیک و ترمودینامیک واکنش‌های شیمیایی موجود در جو، گازهای گلخانه‌ای، لایه اوزون، باران‌های اسیدی و چرخه‌های شیمیایی موجود در جو زمین، از مهمترین زمینه‌های مطالعاتی در شیمی جو به شمار می‌روند.